# Ottobrunn

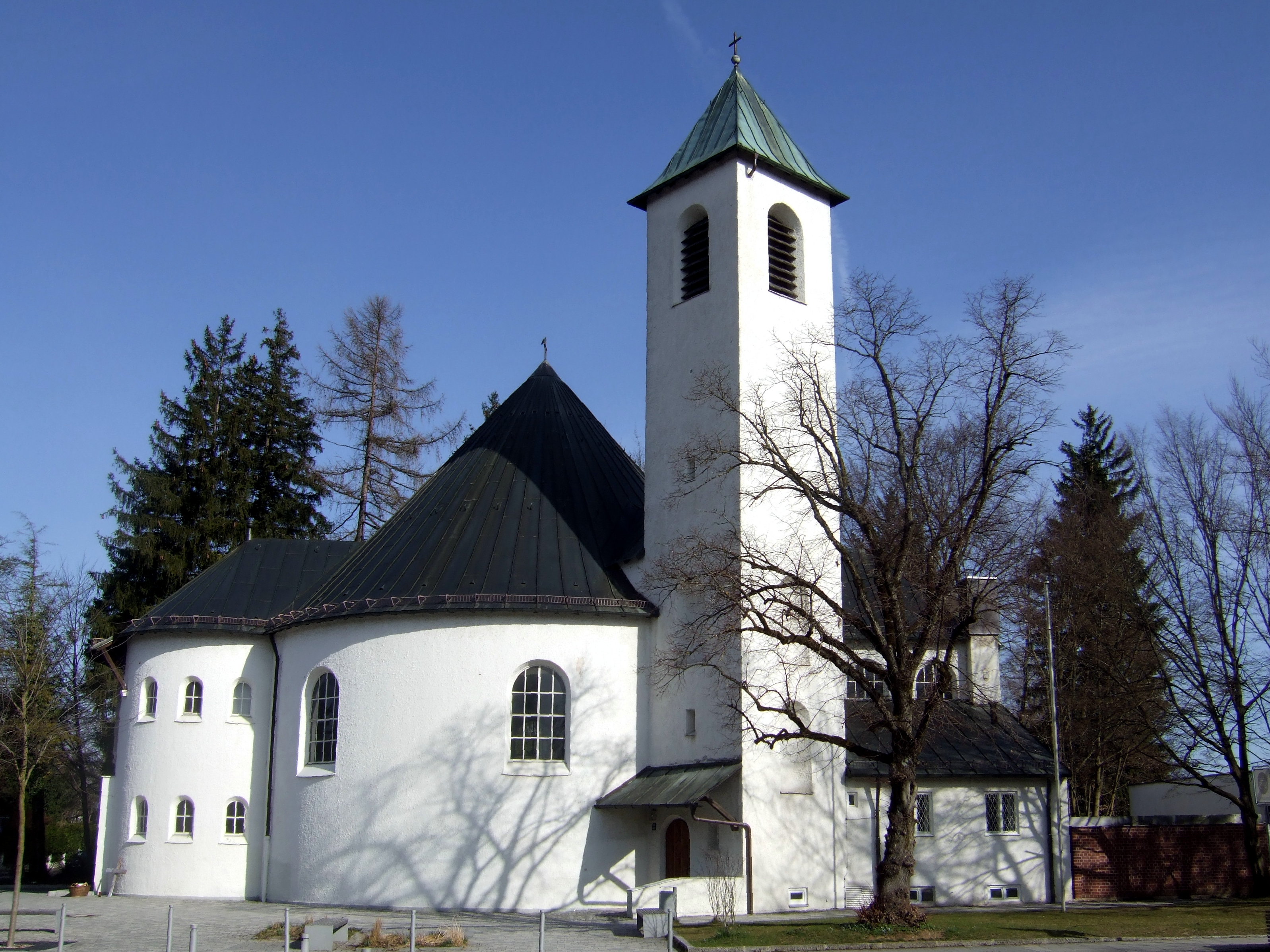
Kościół pw. św. Ottona (St. Otto)

Ottobrunn – miejscowość i gmina w Niemczech, w kraju związkowym Bawaria, w rejencji Górna Bawaria, w regionie Monachium, w powiecie Monachium. Leży około 10 km na południowy wschód od centrum Monachium, przy linii kolejowej Monachium – Holzkirchen.

## Demografia

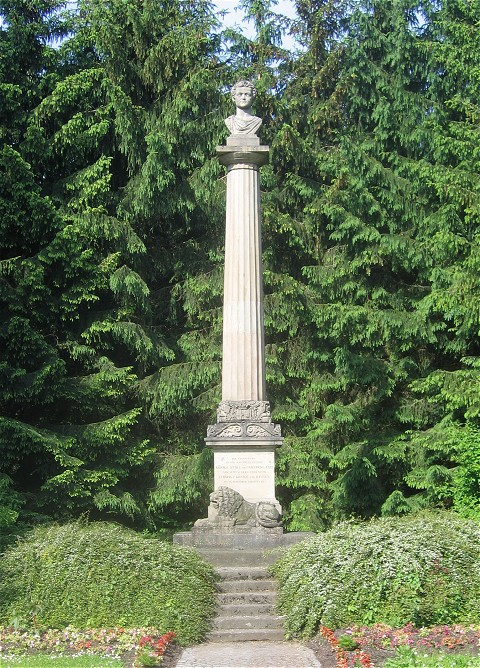
Kolumna Ottona

Dane o ludności z 31 grudnia 2008:
| Opis                                | Ogółem | Ogółem | Kobiety | Kobiety | Mężczyźni | Mężczyźni |
| ----------------------------------- | ------ | ------ | ------- | ------- | --------- | --------- |
| Jednostka                           | osób   | %      | osób    | %       | osób      | %         |
| Populacja                           | 19 923 | 100    | 10 319  | 51,79   | 9604      | 48,21     |
| Wiek przedprodukcyjny (0–17 lat)    | 3630   | 18,22  | 1806    | 9,06    | 1824      | 9,16      |
| Wiek produkcyjny (18–65 lat)        | 11 785 | 59,15  | 5985    | 30,04   | 5800      | 29,11     |
| Wiek poprodukcyjny (powyżej 65 lat) | 4508   | 22,63  | 2528    | 12,69   | 1980      | 9,94      |

## Polityka
Wójtem gminy jest Thomas Loderer z CSU, poprzednio urząd ten pełniła Sabine Kudera, rada gminy składa się z osób.
|      | CSU | SPD | BV | Zieloni | FDP | ödp | Razem |
| 2008 | 10  | 6   | 3  | 2       | 2   | 1   | 24    |
| 2002 | 11  | 8   | 2  | 2       | 1   | -   | 24    |

## Współpraca
Miejscowości partnerskie:
- Mandelieu-la-Napoule, Francja od 2000
- Margreid an der Weinstraße, Włochy od 1972
- Nauplion, Grecja od 1978